# Bakombergstjärnen
Bakombergstjärnen är en sjö i Nordmalings kommun i Ångermanland och ingår i Leduåns huvudavrinningsområde.